# Mouvement des Indignés
Pour les articles homonymes, voir Indignados.
Cet article possède un paronyme, voir Les Zindigné(e)s.

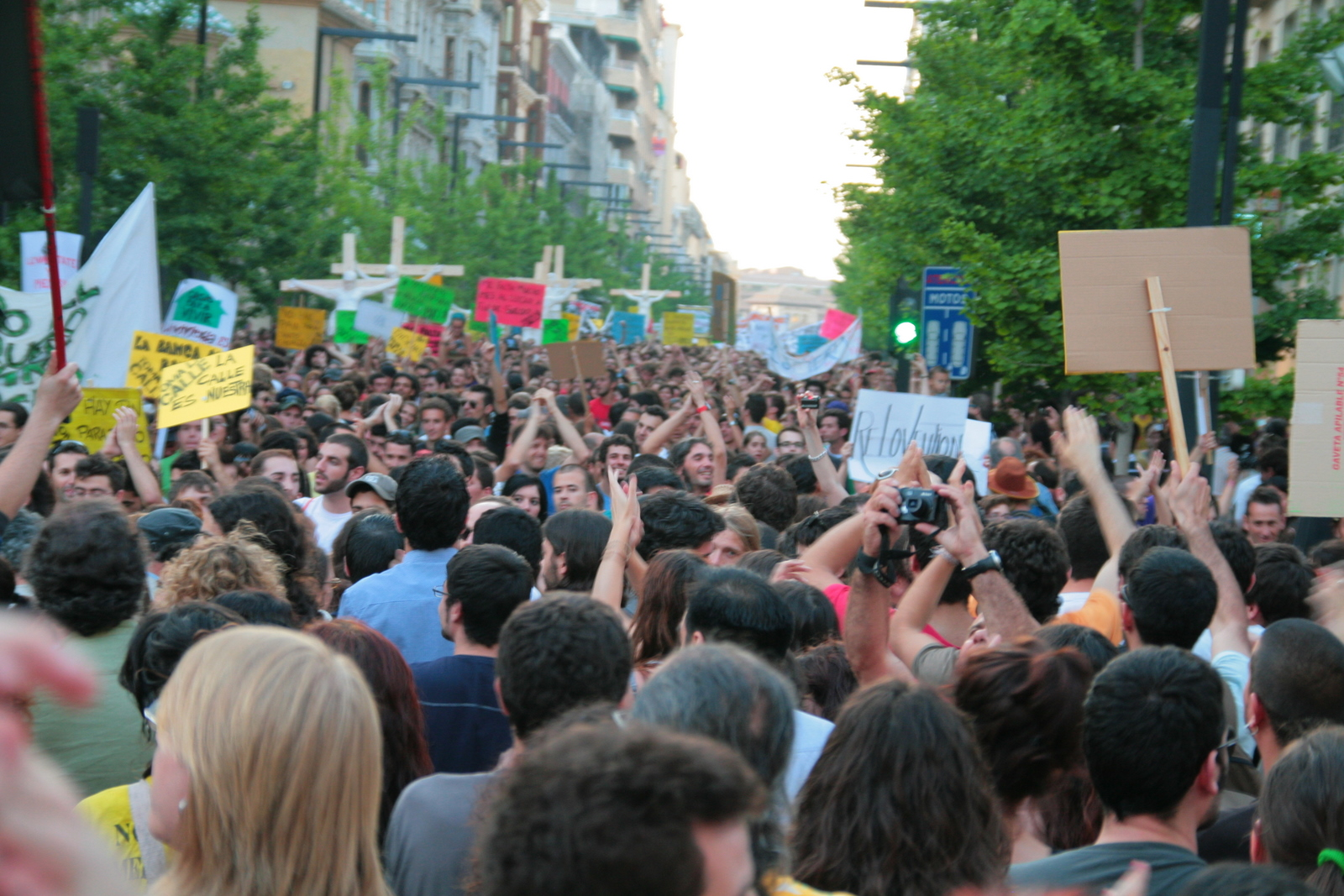
Manifestation à Grenade le 15 mai 2011.

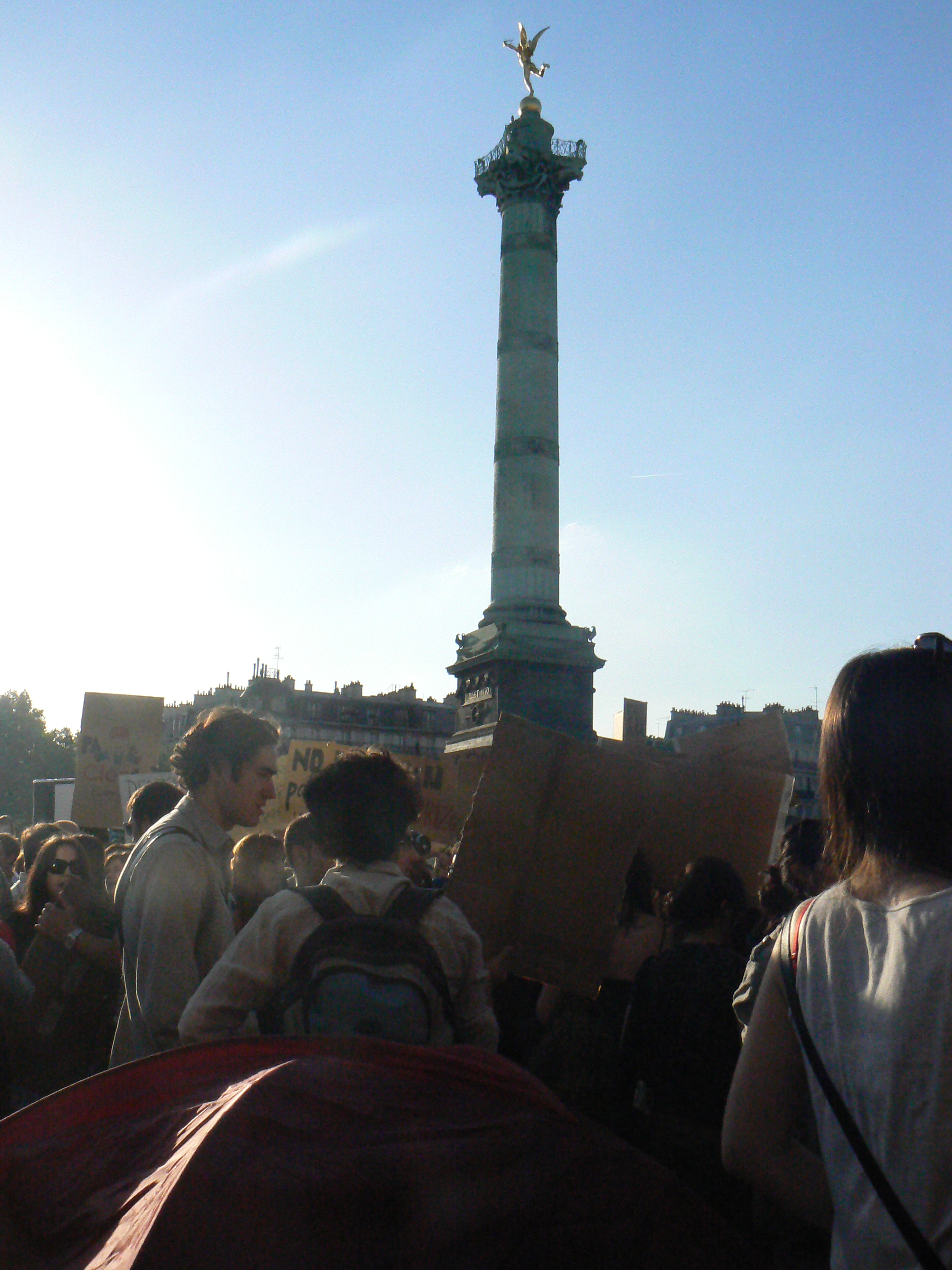
Manifestation à Paris le 20 mai 2011.

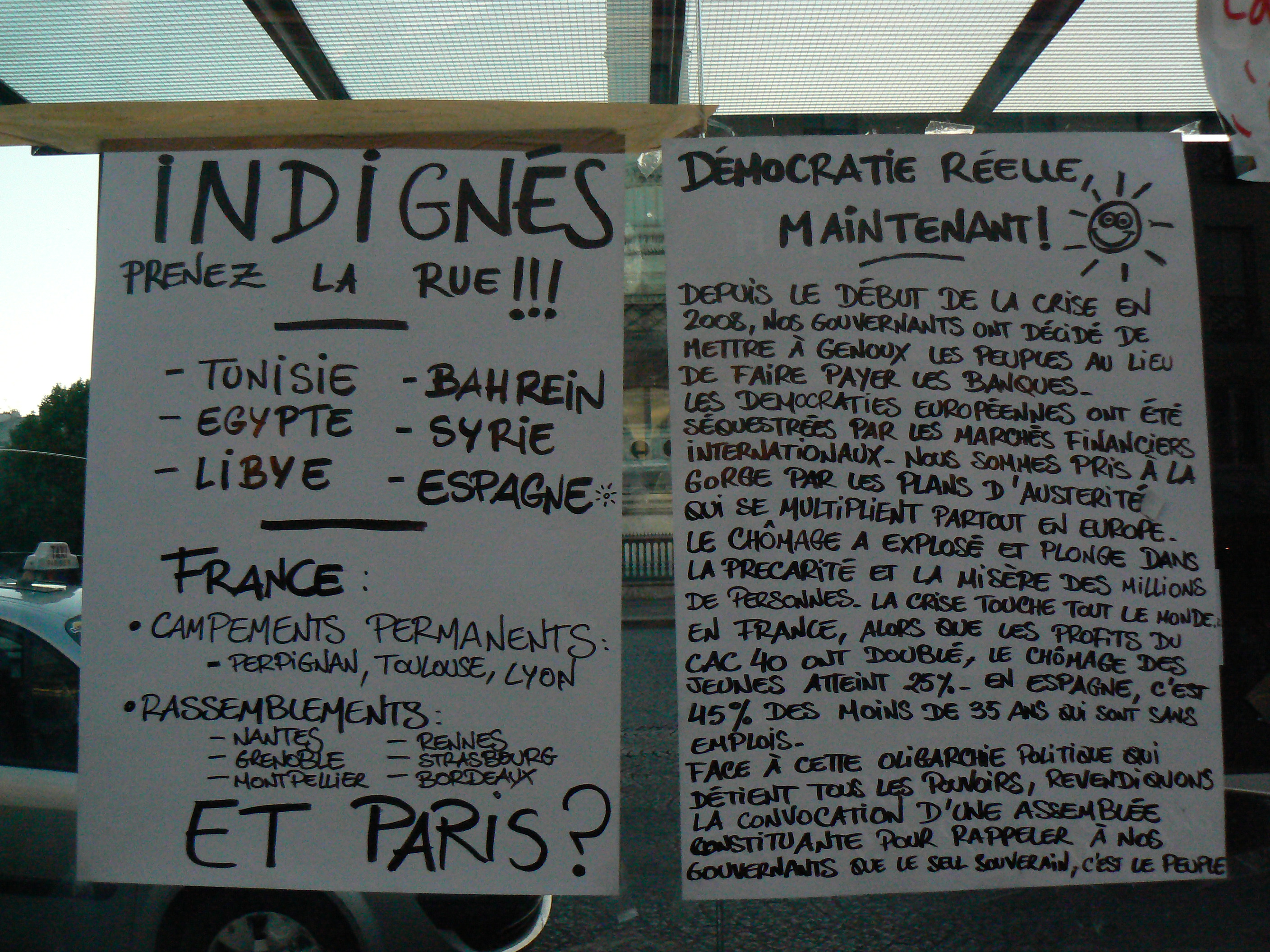
Les slogans et consignes sont écrits sur des papiers et des cartons de récupération.

Le mouvement des Indignés (Indignados en espagnol) ou Mouvement 15-M est un mouvement de manifestations non-violentes né sur la Puerta del Sol à Madrid, en Espagne, le 15 mai 2011, rassemblant des centaines de milliers de manifestants dans une centaine de villes, se prolongeant par divers modes d’action (campements, marches). A suivi une série de manifestations pacifiques, rassemblant jusqu'à plusieurs dizaines de milliers de personnes, organisées sur les réseaux sociaux et des sites web dont ¡Democracia Real Ya! (Une vraie démocratie, maintenant), auxquels se sont joints de 200 à 500 organismes soutenants, parmi lesquels les collectifs ATTAC, Anonymous, NoLesVotes et Juventud Sin Futuro (« Jeunesse sans avenir »).
Ce mouvement est inédit par son ampleur et ses revendications. Le 12 mai 2012, des centaines de milliers de manifestants se sont réunis, principalement en Espagne, pour fêter le premier anniversaire du mouvement. En septembre 2012, la manifestation Rodea el Congreso (es) (« prise du Parlement »), cependant pas directement liée aux initiateurs du mouvement 15-M, a rassemblé des dizaines de milliers de manifestants en Espagne.
Le nom des indignés a été donné par les médias et inspiré du titre du manifeste Indignez-vous !, écrit par Stéphane Hessel, connaissant alors d'importantes ventes en Espagne. Les manifestants se réfèrent plutôt au sigle 15-M (pour 15 mai, date de commencement du mouvement). Le mouvement se réclame des influences du Printemps arabe,,,,, ainsi que de celles du mouvement Geração à rasca du 12 mars au Portugal et des mouvements grecs et islandais de 2008. Le mouvement s'est progressivement répandu, avec des variations dans les revendications et en intensité, en Grèce, moins intensivement dans le reste de l'Europe, puis en Israël, avec la révolte des tentes, et aux États-Unis avec le mouvement Occupy.

## Formation du mouvement

### Contexte international
Le mouvement du 15 mai naît alors que l’Europe et le monde subissent les conséquences de la crise économique de 2008, née du scandale de la crise des subprimes. La crise s’étend dans tous les pays du monde : en Islande, la population refuse le sauvetage de certaines banques, alors que le sauvetage de la Grèce par la troïka apparaît à beaucoup comme une condamnation. La hausse des prix alimentaires provoque le Printemps arabe.
Un autre facteur qui apparaît comme fondamental aux activistes du 15-M est le réseau Internet, qui permet de nouer des contacts entre personnes partageant les mêmes centres d’intérêt, et une coordination rapide entre espagnols, français, allemands et belges.

### Contexte espagnol
Au début de 2011, des dizaines de petits groupes protestataires ou revendicatifs dénoncent les mécanismes de la crise espagnole, le renoncement de la classe politique à défendre les idéaux des droits de l’homme, la passivité des électeurs, et appellent à mobilisations. Sont cités l’assemblée des centres éducatifs de Madrid, dans le quartier de Vallecas, en mars ; le mouvement Juventud sin futuro (« Jeunesse sans futur »), qui naît en janvier 2011, et avec une organisation à la base rassemble 5 000 manifestants le 7 avril ; et quelques autres manifestations où l’esprit dirigiste, hiérarchique, était absent.
En pleine campagne pour des élections municipales espagnoles de 2011, ces petits groupes se réunissent pour appeler à une manifestation le 15 mai, qui finit sur la symbolique place de la Puerta del Sol.

### Motivations
Bien que les manifestants forment un groupe assez hétérogène, ils ont en commun un désaveu des citoyens envers la classe politique, la volonté d'en finir avec le bipartisme politique entre les deux principaux partis, Parti populaire (PP) et parti socialiste ouvrier espagnol (PSOE), et avec la corruption. Les membres du mouvement du 15-M sont majoritairement des jeunes (entre 20 et 35 ans), diplômés, connaissant l’anglais et sont nés avec une souris entre les mains ; ils sont accoutumés à l’usage de l’informatique pour mettre en forme et communiquer des informations, ce qui est un point commun avec le Printemps arabe. Dotés d’esprit critique, ils ne sont pas portés à l’affrontement. Ayant été éduqués dans cet esprit, ils tiennent pour acquis que tous les hommes disposent de certains droits : liberté, égalité, droit à une vie digne (logement, travail, et tout ce qui concourt à des chances égales dans la vie). Mais en vieillissant, ils ont appris que la réalité était différente, et que les efforts des générations précédentes pour construire une société plus juste avaient été détruits. Cependant, les idéaux des Indignés sont universels, ils rassemblent des jeunes mais aussi d'autres générations et le précariat.
On retrouve la volonté d’en finir avec la « dictature des marchés » et ses conséquences sociales, environnementales, sur le vivre-ensemble et la démocratie. Mais surtout, il cherche à se démarquer des mouvements précédents en pratiquant la désobéissance civile et surtout la non-violence, voulant éviter que des revendications qu’il estime justes soient délégitimées par un enchaînement d’actions violentes entre la police et les manifestants (quel que soit le camp à l’origine de la première violence). Il met en avant le fait de n’avoir ni représentants ni porte-parole.
Les sensibilités des manifestants varient beaucoup, on retrouve certaines personnes qui réclament seulement un peu plus de compréhension de la part de la classe politique, d'autres veulent une réforme de la loi électorale, d'autres encore désirent une révolution citoyenne qui déboucherait sur la création d'une véritable démocratie.

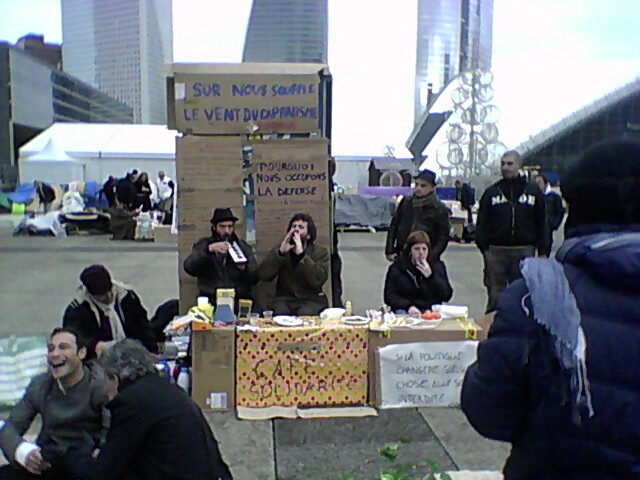
Campement à la Défense, en novembre 2011.

Le mouvement s'accompagne notamment d'une réflexion critique quant aux systèmes politiques contemporains. Ainsi des concepts comme oligarchie, démocratie représentative, démocratie directe, mandat impératif ou encore aristocratie sont employés. Des questions se posent quant aux revendications du mouvement : doivent-elles porter seulement sur les systèmes politiques, en proposant de réelles démocraties, ou doivent-elles comprendre des propositions sociales et économiques ? Le débat est notamment important sur le forum du mouvement français et en Espagne des critiques fusent quant à l'éparpillement des revendications : « Des demandes unitaires de « démocratie réelle », on serait passé à une collection de chapelles. Ici les féministes, là les animalistes, plus loin les Sahraouis… »
En Espagne, les revendications sont débattues dans les assemblées générales sous proposition de comités. Ainsi un manifeste de propositions a été produit par le campement madrilène : il y est notamment question du respect des droits de base, à savoir : le logement, le travail, la culture, la santé, l'éducation, la participation politique, la liberté de développement personnel et le droit à des produits de première nécessité. La plate-forme a aussi un manifeste.

### L'appel du 15 mai 2011
Le mouvement a commencé par un appel à manifester, pacifiquement, dans 58 villes espagnoles, le 15 mai 2011, afin de revendiquer un changement dans la politique espagnole. Les manifestants considèrent que les partis politiques ne les représentent pas et ne prennent aucune mesure en leur faveur. Ces manifestations se produisent à l'approche des élections municipales, fixées au 22 mai 2011. Selon la presse, elles sont en relation avec la crise économique, le livre Indignez-vous !, de Stéphane Hessel, l'exemple du Printemps arabe,,,,, ainsi que celui du mouvement Geração à rasca du 12 mars au Portugal et des mouvements grecs et islandais de 2008. Le mouvement est aussi souvent comparé à Mai 68 malgré les propositions concrètes avancées par « los indignados. »
L’appel est lancé à un moment où la jeunesse espagnole est plus diplômée que jamais et que, selon l'agence Metroscopia, 89 % des Espagnols croient que les partis politiques ne pensent qu'à eux-mêmes. Beaucoup de manifestants sont jeunes, ces derniers étant deux fois plus touchés par le chômage que le reste de la population (44 % contre 21 % en mars 2011) mais on peut voir aussi des travailleurs, des cadres, des personnes âgées et même de nombreuses familles. Tous ont rappelé la nature pacifique des manifestations.
Les indignés en général, comme les appelle la presse, et l'organisation citoyenne ¡Democracia Real Ya! en particulier, se sont désolidarisés publiquement des divers incidents qui se sont produits pendant ces manifestations à Grenade.

## Pensée du mouvement
Le mouvement des indignés est vu comme en cours de renouvellement du corpus intellectuel de gauche en Espagne par Philippe Corcuff.
Un des éléments prégnants du mouvement est la volonté de transcrire les discours politiques dans la réalité, de mise en pratique immédiate de la théorie politique. De cette volonté découlent beaucoup de caractéristiques suivantes, mises en application grâce à un esprit de profond respect mutuel (lui aussi revendiqué) :
- le mouvement est horizontal, c'est-à-dire qu'aucune hiérarchie n'existe entre les membres du mouvement, qui sont tous protagonistes[32],[33] ;
- l’égalité du temps de parole ou la publication sous licence libre des livres du mouvement[30] ;
- certains auteurs du mouvement modifient l’orthographe pour éviter l’emploi du genre masculin comme neutre (avec l’emploi du @ comme contenant à la fois le o du masculin et le a du féminin), cependant chacun est laissé libre d’utiliser les règles classiques[30] ;
- le mouvement n'est pas lié à un parti politique ou à une organisation syndicale[5],[16] ;
- le mouvement est non violent et appelle à la désobéissance civile[34],[19],[35],[31] ;
- le mouvement transcende les classes[36] ;
- c'est, avec l’anarchisme, le plus important mouvement progressiste dénonçant le parlementarisme. Les participants dénoncent en effet le manque de représentativité des partis politiques[37] ;
- c'est un mouvement qui a connu une exportation rapide et de grande ampleur, même si le terme exportation est parfois contesté puisque des mouvements sont nés simultanément et spontanément dans différentes villes à travers le monde et que l'on parle parfois plutôt d'un effet traînée de poudre[38] ;
- il est le mouvement social le plus important en Espagne depuis la chute du franquisme[39] ;
- la spontanéité du mouvement et son organisation efficace[40].

### Revendications
Les médias en général ont présenté le mouvement comme n’ayant pas de programme, ou ne portant pas de revendications claires. Or, le mouvement présente dès le départ des demandes, mais plus larges que des revendications visant à une amélioration ponctuelle de la situation sociale : son ambition assumée est de « changer le monde », ce qui passe par la fin de la société de consommation pour une société redistributrice, garantissant des conditions de vie dignes à chacun,.
- entamer une prise de conscience sur la nature oligarchique des systèmes politiques ;
- réformer le système économique et financier ;
- lutter contre l'austérité ;
- lutter contre la corruption ;
- réformer les systèmes politiques ;
- faire une révolution citoyenne ;
- donner une place médiatique aux citoyens ;
- exiger et créer de véritables démocraties.

### Fonctionnement
Les indignés adoptent un mode de fonctionnement assembléiste[pas clair], dont les modalités permettent de débattre à plusieurs milliers (5 000 le 29 mai place de Catalogne à Barcelone, ou selon le protocole diffusé par l’assemblée de la Puerta del Sol, entre 20 et 30 000).

## Historique des actions

### 2011
La plate-forme Democracia Real Ya! est une association citoyenne appuyée par des centaines d'associations espagnoles. Elle lance un appel à la mobilisation pour réclamer une véritable démocratie le 15 mai.

#### Rassemblement du 15 mai

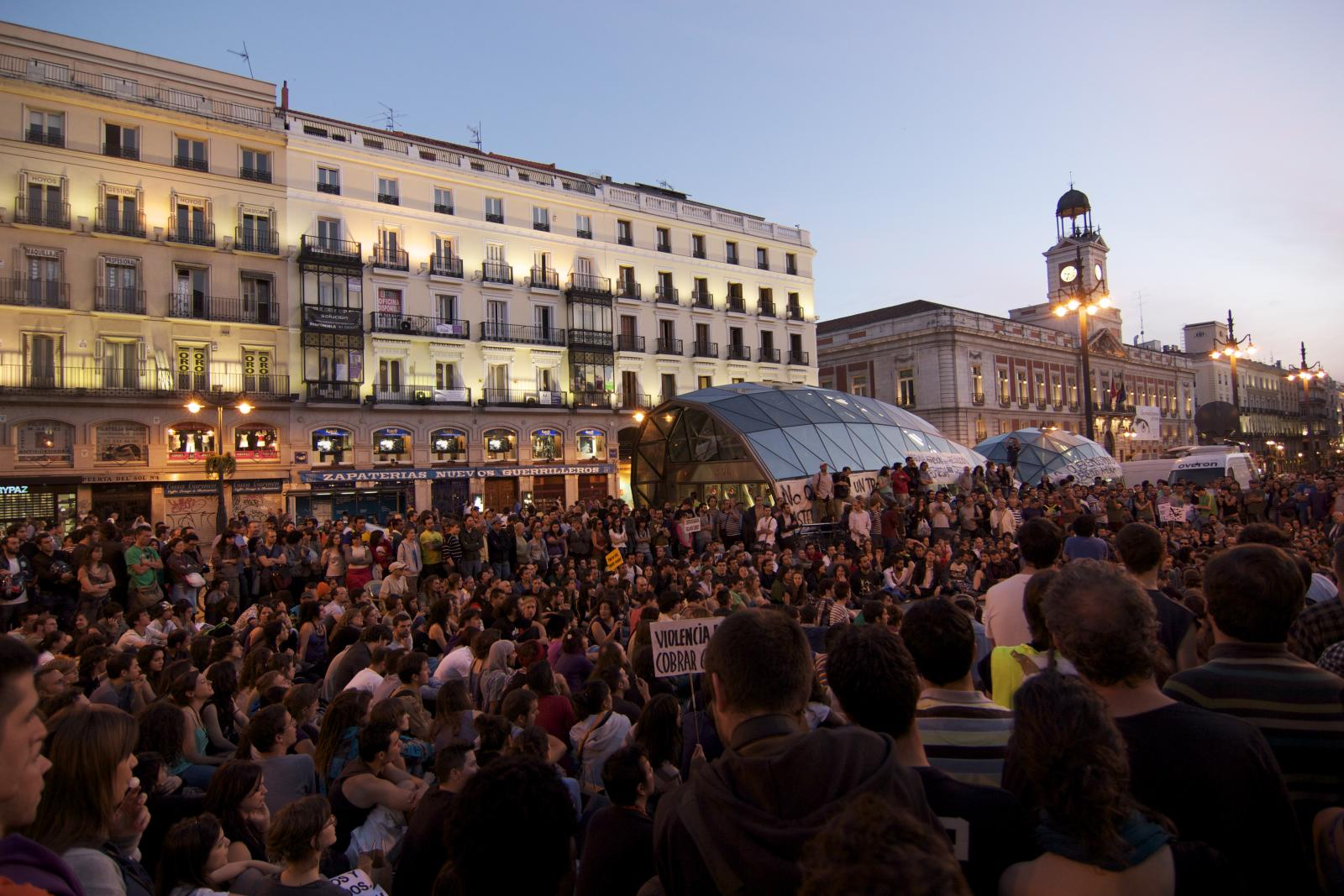
Manifestation à Madrid sur la place Puerta del Sol le 15 mai.

Les manifestations du 15 mai rassemblent des centaines de milliers de manifestants, dans une centaine de villes. Dès ce moment, des villes du Portugal et d’autres pays tel que l'Espagne ou la France répondent à l’appel du mouvement.
Certains manifestants anticapitalistes et anti-globalisation ont tenté de paralyser la circulation dans la Grand Rue, mais les policiers anti-émeutes les en ont empêché en dispersant la foule, faisant quelques blessés et arrestations,.
La marche de Madrid de ce jour a réuni, selon la police nationale, quelque 20 000 manifestants. Selon la plateforme de coordination des groupes pour la mobilisation citoyenne, cette manifestation est suivie par 25 000 personnes.

#### Campements et manifestations dans le prolongement du 15 mai
La nuit du dimanche 15 mai, près de 200 manifestants se réunissent en assemblée et décident de s'organiser pour passer la nuit sur la Puerta del Sol. Le campement est dispersé par la police à l'aube du 16 mai. Dans certaines villes, la police autorisa le campement des manifestants, comme à La Corogne, où affluèrent plus de 1 000 personnes le dimanche 15 mai.
De grands groupes de manifestants défilent à nouveau dans plusieurs villes le 17 mai, dont des dizaines de milliers sur la Puerta del Sol à Madrid. Cette fois, les manifestations ne furent pas appelées par ¡Democracia Real Ya!. La manifestation est suivie depuis son début par les polices nationale et municipale, et créent une assemblée et des commissions spécialisées ; auparavant, ils avaient reçu l'appui de petits commerces pour l'approvisionnement en nourriture.
À Grenade, la police nationale a délogé les manifestants qui campaient sur la Plaza del Carmen.

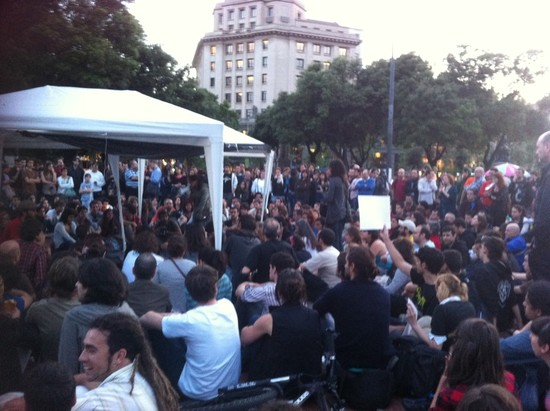
Place de Catalogne à Barcelone le 18 mai.

Le 18 mai à Madrid, les manifestants montent une grande tente sous laquelle ils dispersent des cartons avec l'intention de passer la nuit du 17 au 18 sans que la police les en empêche. Selon une reporter de El País, beaucoup arboraient des œillets[réf. nécessaire]. Ils mettent également en place une webcam pour diffuser depuis la Puerta del Sol sur le site Ustream. Les manifestants reçoivent la consigne de ne pas boire d'alcool ni de se regrouper à plus de 20 personnes, actes qui pourraient rendre licite une charge policière.
La police ordonne l'évacuation à Valence, Tenerife et Las Palmas. Deux personnes sont arrêtées dans l'évacuation de Grenade. Des appels à manifester sont maintenus pour l'après-midi. Les manifestations gagnent León et d'autres capitales régionales ou villes. Des groupes se créent sur les réseaux sociaux pour chaque campement. Google Documents et d'autres serveurs reçoivent de nombreuses demandes de téléchargement de documents pour légaliser de nouveaux appels à manifester.
Après un week-end où les manifestations ont été très suivies en Espagne, les élections ont lieu. Le parti socialiste de Zapatero, alors au pouvoir, perd un million de voix, et le parti conservateur en gagne 400 000. De plus l'abstention recule alors que le mouvement prônait le vote blanc. Les conservateurs acquièrent grâce à leur victoire historique un large pouvoir sur les capitales régionales et les régions. Jamais aucun parti n'avait eu depuis la restauration de la démocratie un tel nombre d'élus aux élections locales. Les résultats de ce scrutin classent de fait le mouvement des Indignés sur la gauche de l'échiquier politique. Mariano Rajoy a d'ailleurs critiqué le mouvement, disant : « Je remercie tous les Espagnols qui ont voté. La démocratie, c'est le vote ». Si le mouvement du 15 mai n'avait réuni officiellement que 58 000 personnes, ce sont 8 474 031 personnes qui ont voté pour les conservateurs lors des élections.

### Organisation entre l’assemblée centrale et les assemblées de quartiers
Le 24 mai, les places voisines Carmen et Benavente rassemblent des manifestants venus, sur la première, des quartiers de Madrid, et sur la seconde, de la communauté de Madrid. Le 28 mai, une centaine d’assemblées ont lieu dans la communauté de Madrid,, rassemblant environ 30 000 personnes, en lien avec la commission Extension de l’assemblée de la Puerta del Sol. Toutes disposent de commissions spécialisées. Le 29 mai, a lieu à Sol une assemblée des porte-paroles des assemblées de quartiers.
Le 27 mai, 400 indignés occupant la place de Catalogne à Barcelone sont violemment expulsés par les Mossos d'Esquadra, à 7 heures du matin, pour des raisons officielles de nettoyage. Les équipements électroniques (caméras, ordinateurs, appareils photos) sont confisqués ; le bilan est de 40 blessés, tous chez les campeurs. La violence de l’action policière, contrastant avec la non-violence des indignés, plus les thèmes de mobilisation très rassembleurs (lutte contre la corruption), provoquent la plus large manifestation des indignés à Barcelone depuis le 15 mai. À minuit, les rues du centre, vides de toute circulation automobile, sont occupées par les manifestants. La police est également très discrète. La solidarité se manifeste grâce à laquelle, tout l’équipement confisqué le matin (cuisines, tentes, etc.) est remplacé le soir.
Le démantèlement du camp de Madrid, l'acampadaSol, est décidé en assemblée et fixé au 12 juin. Les manifestants déclarent que campements et occupations des places n'étaient que des moyens de protestation et en aucun cas des fins du mouvement et que la mobilisation continue par différentes méthodes[réf. nécessaire] : des appels mondiaux sont lancés, et en Espagne les assemblées sont décentralisées.

### Le 12 juin 2011
Les indignados quittent la Puerta del Sol. Le démantèlement du camp de Madrid, l'acampadaSol, a été décidé en assemblée et fixé au 12 juin. La mobilisation continue par différentes méthodes : des appels en Espagne et au monde entier sont lancés. À Madrid même plus de 120 assemblées de quartier sont organisées.
Le mouvement du 15 mai s'est développé à l'étranger. Des mouvements similaires sont donc apparus, notamment au Portugal, en France, en Allemagne (voir l'article sur le Wutbuerger), en Italie et en Angleterre. Des manifestations et les revendications dans le monde se réfèrent aux « Indignés ». Par exemple en Grèce, où, le 15 juin un appel à la grève générale est lancé afin de rejoindre les « Indignés » devant le Parlement. En France, le 14 juillet, la préfecture de police de Paris autorise le rassemblement national du mouvement Réelle Démocratie Maintenant de jour mais l'interdit de nuit.
Actuellement, le mouvement est connu dans le monde entier et beaucoup d'organisations se réclament du mouvement du 15 mai en Espagne.

#### 19 juin
Les syndicats avaient appelé à manifester le 19 juin contre le pacte de l’euro. Les assemblées populaires se joignent à l’appel. La mobilisation réunit 260 000 manifestants barcelonais selon les organisateurs (contre 15 000 le 15 mai),, plus de 150 000 à Madrid dans six marches différentes auxquelles se joignent des dizaines de cortèges, issus de chaque quartier, soit six fois plus que le 15 mai. Les autres villes connaissent elles aussi un fort accroissement des effectifs des cortèges : on passe de 8 000 à 80 000 à Valence, de 8 000 à 20 000 à Bilbao, et les 6 000 indignés du 15 mai à Séville sont 45 000 un mois plus tard. Des manifestations ont eu lieu dans plus d'une centaine de ville, et beaucoup d'autres cortèges se comptaient en dizaines de milliers de participants.
Au niveau européen on a compté des centaines de manifestants à Lisbonne, à Bruxelles, à Londres et dans des dizaines de villes européennes, ainsi que plus de 10 000 à Athènes et dans toute la Grèce.

#### Marches populaires indignées
Cette section ne s'appuie pas, ou pas assez, sur des sources secondaires ou tertiaires indépendantes du sujet.

Pour l'améliorer, ajoutez-en, ou placez des modèles {{Source secondaire souhaitée}} ou {{Source secondaire nécessaire}} sur les passages mal sourcés. (février 2025)
Le 20 juin, les premières marches populaires indignées sortent de Valence et de Murcie. L’idée avait été lancée à la fin du mois de mai, dans l’assemblée de Barcelone, et le projet adopté au niveau national début juin. Les autres départ s’échelonnent jusqu’à la mi-juillet :
- Vigo, le 22 juin ;
- Bilbao le 23 juin ;
- Ferrol et Cadix, le 24 juin ;
- Barcelone, Cheste, Malaga et Saint-Jacques-de-Compostelle, le 25 juin ;
- Gijón, Pampelune, le 29 juin ;
- Valladolid et Zamora, le 12 juillet ;
- Salamanque, le 13 juillet ;
- Toulouse, le 16 juillet ;

Les marches de Bilbao, Santander, Pampelune, Valladolid, Astoria forment la route du Nord (avec celle de Logroño) ; celles de Saragosse et Barcelone, la route nord-orientale ; celles de Valence, Murcie, Cheste, la route de l'Est ; celles des Canaries (route des Canaries avec trois colonnes), de Grenade, de Cadix, Malaga, la route du Sud ; et les marches de La Corogne, Ferrol, Saint-Jacques-de-Compostelle, Vigo, Avilès, Gijon, Zamora et Salamanque, la route du Nord-Ouest. D’autres marches plus ponctuelles ont fusionné avec celles-ci.
La vingtaine de marches rassemblent environ un millier de participants ; chaque soir, elles organisent une assemblée populaire dans la localité d’arrivée ; en route, elles fonctionnent en commissions (avec rotation des charges) ; toutes possèdent leurs blogs et leurs twitters. Les assemblées locales préexistantes préparent l’arrivée des marcheurs. La route de l’Est (Ruta Este), organisée à partir du 5 juin, partie le 20, parcourt 550 km en 30 étapes (soit 20 km par jour environ). Elle compte jusqu’à une centaine de marcheurs à partir de début juillet.
L’objectif est de propager le mouvement dans les villes traversées et de répandre le mode de fonctionnement assembléiste par l’exemple[pas clair], ainsi que de recueillir les doléances des citoyens des villes traversées.
Elles arrivent le 23 juillet, en six cortèges différents, accompagnées de nombreuses personnes qui les avaient aidé, accueillis, rencontrés en route. Le 24 juillet, des dizaines de milliers de personnes manifestent à Madrid, et le premier forum social se tient au parc du Retiro, les 24 et 25 juillet.

#### Marche de Bruxelles
Cette section ne s'appuie pas, ou pas assez, sur des sources secondaires ou tertiaires indépendantes du sujet.

Pour l'améliorer, ajoutez-en, ou placez des modèles {{Source secondaire souhaitée}} ou {{Source secondaire nécessaire}} sur les passages mal sourcés. (février 2025)
La Marcha Meseta (marche de la Meseta) part le 26 juillet de Madrid pour rallier Bruxelles par Bayonne et Paris (soit 1 500 km). Cette marche rassemble des personnes de toute l’Europe, et même du monde.
Une autre marche part de Toulouse le 24 juillet, avec le même objectif, et est rejointe par la Marcha Madrid le 9 septembre à Orléans. La Ruta Mediteranea part de Barcelone le 8 août et rejoint les deux autres à Paris. Enfin, une marche part d’Allemagne le 8 octobre et un groupe relie La Haye à Bruxelles à bicyclette du 10 au 14 octobre.
L’étape de Paris est le prétexte d’une manifestation le 17 septembre, en lien avec des manifestations mondiales contre les banques. Les marcheurs restent une semaine à Paris, constamment harcelés par la police. Le 19 septembre, 120 marcheurs sont retenus par les CRS en pleine rue.
L’arrivée à Bruxelles a lieu le 8 octobre. Là aussi, la police procède à des arrestations (48 le 8 octobre) et confisque les tentes, les marcheurs et le forum social prévu s’installant finalement dans une université abandonnée.

#### Le 15 octobre: première journée mondiale des indignés
Le 15 octobre se produit la première « journée mondiale des indignés », appelée aussi « journée mondiale de la colère », sous le mot d'ordre « Tous ensemble pour un changement mondial ». Les manifestations ont eu lieu dans environ un millier de villes (951 à 1 087) dans 82 à 87 pays. La manifestation de Bruxelles rassemble environ 10 000 personnes.
Plusieurs autres appels internationaux ont été lancés sur des sites comme celui d'Occupy Wall Street. Ils n'ont toutefois pas eu le même retentissement au niveau mondial.

### 2012

#### 12 mai
Le 12 mai, à trois jours de la date anniversaire du mouvement de la Puerta del Sol, la deuxième journée mondiale des indignés a lieu. La participation est inférieure à celle du 15 octobre mais permet de montrer que le mouvement n'est pas éteint, en Espagne notamment, avec des centaines de milliers de manifestants pendant plusieurs jours.

## Traductions et réactions politiques
La manifestation provoque des réactions dans les partis politiques qui s'expriment sur le sujet le 16 mai. Jaime Mayor Oreja, membre du PP et du Parlement européen, critique l'intention des manifestants de renoncer à l'exercice de leur droit de vote, rejoint en cela par José Blanco, du PSOE. La Gauche unie approuve certaines des revendications des manifestants mais admet ne pas avoir su les prendre en compte. Son coordinateur, Cayo Lara, défend le droit des jeunes à refuser d'être une « génération perdue » et critique l'évacuation de la Puerta del Sol le 16 mai.
En France, Jean-Luc Mélenchon encourage le mouvement et déclare que le Front de gauche est la solution que les Indignés recherchent, alors que ces derniers critiquent justement les partis politiques et se prémunissent contre la récupération.
Le 3 août 2011, le président iranien Mahmoud Ahmadinejad déclare que l'existence de mouvements tels que celui des « indignados », en Grèce, en Espagne et dans beaucoup de pays occidentaux et la répression que ces mouvements subissent, montre le manque de démocratie en Europe.
Le mouvement commence à avoir des répercussions au niveau politique et dans la vie concrète des citoyens, grâce à la mobilisation selon les principes de l'action directe :
- des expulsions d'étrangers sont retardées grâce à la mobilisation d'assemblées de quartier ;
- la loi sur la publication des patrimoines des hommes politiques devrait être votée beaucoup plus tôt, ainsi que la suppression des retraites complémentaires des parlementaires ;
- certains partis ou hommes politiques renoncent à des avantages liés à leurs fonctions (véhicule de fonction) ;
- la Gauche républicaine de Catalogne (ERC) et le Parti socialiste de Madrid-PSOE (PSM-PSOE) demandent la formation de commissions chargées de relever les revendications des Indignés.

### Parti X, Parti du Futur (Partido X, Partido del Futuro)
Au début de l’année 2013, un nouveau parti politique — créé par un groupe de personnes proches du mouvement 15-M — a fait son apparition en Espagne : il s’agit du Parti X, Parti du Futur (Partido X, Partido del Futuro). Cette nouvelle formation politique a été présentée sur Internet le 8 janvier 2013 sur le réseau social Twitter.
Ce parti prône l’instauration d’une forme de démocratie directe — appelée « démocratie 4.0 » — et défend la création de « wikilégislations » (wikilegislaciones), permettant à chaque citoyen de participer à l’élaboration des lois par le biais d’Internet.
Le programme du Parti X, Parti du Futur peut être résumé par la formule : « démocratie, un point c’est tout » (democracia y punto).
À l’heure actuelle, les membres de ce parti préfèrent conserver l’anonymat. Officiellement, le président du Parti X est Greer Margaret Thurlow Sanders.

## Développement du mouvement dans d'autres pays
Le mouvement du 15 mai s'est développé à l'étranger, notamment au Portugal, en France, en Allemagne, en Italie et en Angleterre. Les mobilisations, en mai 2011 sont bien moindres en dehors de l'Espagne. Il s'agit le plus souvent de manifestations initiées par des Espagnols expatriés en contact avec le mouvement espagnol, et rassemblant entre 30 et 300 personnes ; parfois, des camps sont montés. Le mouvement prend le nom de Take the square dans les pays anglophones.
Des mouvements similaires mais qui ne se réclament pas directement des Indignés, naissent également en 2011, et lient leur action à celle des Espagnols : Occupy.

### Belgique
En Belgique, le mouvement des Indignés s'établit dans plusieurs villes du royaume (Bruxelles, Liège, Namur…) et peut compter jusqu'à quelques centaines de personnes. Le 10 juin 2011, la police procède à l'expulsion du campement installé place Sainte-Croix à Ixelles. Le 6 juillet 2011, même intervention pour les indignés de l’esplanade Saint-Léonard à Liège qui ont alors trouvé un autre site où s'établir. Durant la semaine du 9 au 15 octobre, 500 indignés se sont retrouvés à Bruxelles pour préparer la manifestation du 15 octobre 2011 qui aura rassemblé 7 000 personnes. Le mouvement a adopté une structure horizontale et, pour l'instant, il n'y a pas de revendications claires en Belgique. Cependant, il existe des assemblées populaires à Bruxelles, à Liège, à Namur et à Charleroi. Une deuxième manifestation a été organisée le 12 mai 2012 à l'occasion de la première année des indignés, celle-ci rassembla 700 participants.

### États-Unis
Un mouvement lié à celui de ¡Democracia real ya! est né aux États-Unis, avec l’occupation à partir du 17 septembre 2011 d’une place à Wall Street. Il a essaimé dans 146 villes des États-Unis au 6 octobre.

### France

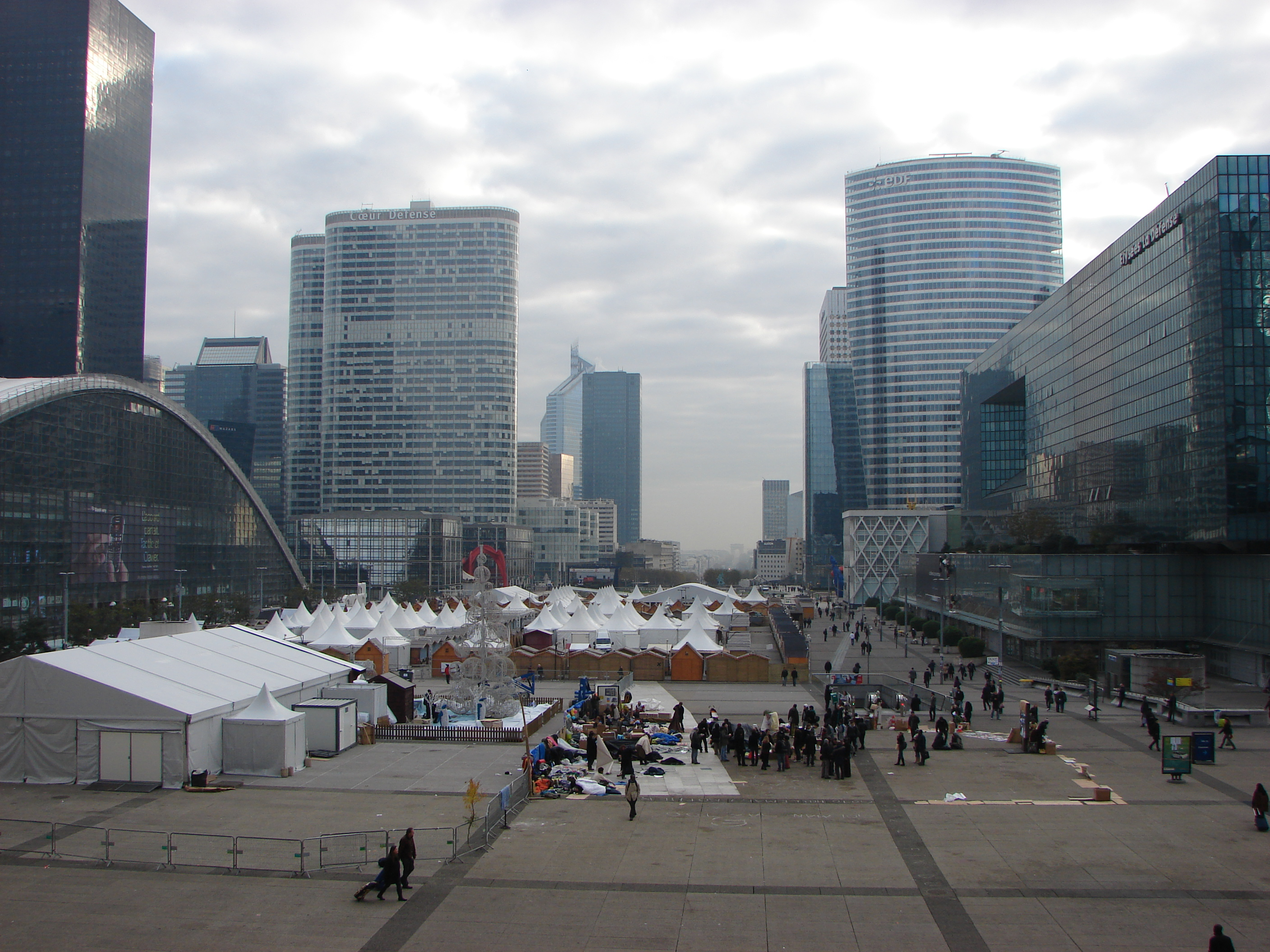
Campement sur l'esplanade de La Défense en novembre 2011.

En France, en comparaison d'autres mouvements étrangers, la contestation ne décolle pas. Les premières manifestations de soutien aux Espagnols voient le jour le jeudi 19 mai 2011, date à laquelle 3 000 personnes se rassemblent dans la soirée sur la place de la Bastille. Dans plus d'une cinquantaine de villes, des manifestations et des rassemblements de personnes ont également lieu. Des campements voient le jour dans plus d'une dizaine de villes, pour des durées variables (Paris, Lyon, Toulouse, Montpellier) allant jusqu'à six semaines d'occupation de l'esplanade Chaho-Pelletier à Bayonne,. Le 29 mai 2011, 3 000 personnes se réunissent à nouveau place de la Bastille. Le 16 octobre 2011, à Lyon, plusieurs milliers de personnes, selon les participants, assistent à une journée de mobilisation des Indignés rhônalpins, comprenant des concerts, débats et assemblées populaires.
L'accueil réservé aux assemblées et campements publics dépend des municipalités : certaines sont dispersées par les forces de l'ordre, comme à Paris,,,, ou à Marseille. Contrairement aux mobilisations ayant lieu dans d'autres pays, ces manifestations ne se transforment généralement pas en campements, sauf à certains endroits comme La Défense à Paris (où deux personnes finissent dans le coma) ou la place des Terreaux à Lyon, en raison notamment de la faiblesse de la mobilisation et du refus, parfois « musclé » (selon la Ligue des droits de l'homme, comme à Marseille en décembre 2011) des municipalités.
Le 31 mai, le tribunal administratif de Pau autorise le campement des Indignés de Bayonne, quai Chaho,,.
En France, plusieurs villes manifestent en soutien au 19 juin espagnol, mais aucune manifestation ne dépasse le millier de manifestants (600 à Paris, 200 à Montpellier, Bordeaux, Nice) et Lille, et de plus petits rassemblement dans des dizaines d'autres villes, comme Bayonne, Perpignan ou encore Manosque.
En mars 2012, différentes marches parties de plusieurs villes françaises (Marseille, Bayonne, Toulouse, etc.) se dirigent vers Paris pour lancer le nouveau printemps des peuples.
Avril 2012 : les six marches de Marseille, Bayonne, Toulouse, Angers, Lille précédentes et la marche banlieues indigné-e-s de Paris, ont commencé à confluer les jours précédant le jour de la manifestation du 21 avril, organisée à Paris. Partout en France, des occupations de la place publique ont été organisées (Aix-en-Provence, Bordeaux, Bayonne, Brest, Clermont-Ferrand, Grenoble, Lille, Limoges, Lyon, Marseille, Montauban, Montpellier, Nantes, Nice, Nîmes, Niort, Paris, Toulon, Toulouse…). Cette marche s'inscrit dans le projet 2011/2012 de « Road to dignity » : les marches vers Paris, se déroulent en même temps que la marche vers Athènes (Pas de source, car non médiatisé depuis octobre 2012…), et celle à travers les États-Unis… (idem) et fait écho au #15O et sa marche vers Bruxelles,.
La manifestation, lors de son arrivée au Trocadéro, a été encerclée par la gendarmerie, qui a interdit pendant quatre heures aux manifestants de sortir de ce cercle, sans commodités, ni possibilité de se nourrir et a également interdit aux pompiers de pénétrer dans ce cercle sécurisé. Leur libération n'a été effectuée qu'à partir de 23 h, en relâchant des groupes de 4 à 10 personnes toutes les demi-heure (voir la référence pour trouver les sources primaires et secondaires des 21 et 22 avril)
Depuis septembre 2011 la revue trimestrielle Les Zindigné(e)s, dirigée par le politologue Paul Ariès, reprend le nom du mouvement.
En 2016, le mouvement Nuit debout s'est inspiré à la fois des Indignés et de Occupy,.
Apparu fin 2018, le mouvement des Gilets Jaunes a été rapproché du mouvement des Indignés — tant dans l'objet de sa contestation (déconnexion des élites, échec de la démocratie représentative, défiance envers les parlementaires et les partis) que dans ses modes d'action (blocages et occupations de péages, de ronds-points, de raffineries ou de ports) — malgré des différences remarquées dans populations mobilisées (plus jeunes, plus éduquées et plus urbaines dans le cas des Indignés),.

### Grèce
Le mouvement a véritablement débuté en Grèce le 25 mai 2011. Les indignés espagnols pensent que leur mouvement a inspiré les Grecs, bien que le rapport de cause à effet ne soit pas établi et que les motivations ne sont pas les mêmes d'un pays à l'autre.
Ainsi, à partir du 25 mai, des campements voient le jour dans les principales villes grecques, et le 5 juin 2011, journée de mobilisation record en Grèce, on compte plus d'un million de manifestant dans tout le pays[réf. nécessaire]. En Grèce c'est la place Syntagma qui est le symbole de la contestation des indignés. Les estimations donnent entre 100 000 et 500 000 personnes rassemblées en ce lieu dans la journée du 5 juin 2011[réf. nécessaire].
Le mouvement en Grèce a pris une telle importance que les centrales syndicales ne sont plus mobilisatrices pour contrer le gouvernement.[réf. nécessaire]
Ainsi, le 15 juin un appel à la grève générale est lancé par l'ADEDY, principale base syndicale du secteur public, afin de rejoindre les « Indignés » devant le Parlement. À cette occasion ceux-ci ont annoncé leur volonté d'empêcher les parlementaires de débattre des nouvelles mesures d'austérités proposées par le gouvernement socialiste. Après un été plutôt calme, le mouvement reprend en septembre,.

### Royaume-Uni
Les manifestations et campements nocturnes du 17 mai ont lieu dans 30 villes. Les manifestations du 17 mai ont gagné le soutien de citoyens du Royaume-Uni qui ont organisé un campement en face de l'ambassade d'Espagne du 18 au 22 mai.